# Glas Tulaichean
Glas Tulaichean – szczyt w paśmie Cairnwells & Blairgowrie, w Grampianach Wschodnich. Leży w Szkocji, w regionie Perth and Kinross. 